# Dżalol Ikromi
Dżalol Ikromi (tadż. Ҷалол Икромӣ, ur. 1909 w Bucharze, zm. 1993) – tadżycki pisarz i dramaturg.
W 1940 napisał i wydał powieść Szodi (w 1949 opublikował jej nową wersję) wzorowaną na Zoranym ugorze Szołochowa. Jest również autorem powieści psychologicznej Duchtari otasz (Córka ognia, 1962), opowiadań, sztuk teatralnych i reportaży wojennych.